# Ley de Pradial, año II
La ley de 22 pradial del año II (fecha correspondiente al 10 de junio de 1794), denominada Ley de Pradial, fue una ley francesa que marcó el principio del periodo "Gran Terror" durante la Revolución francesa, a través de la reorganización del Tribunal Revolucionario. Promulgada por la mayoría de miembros del Comité de Salvación Pública, esta ley privó a los acusados de los derechos a la defensa y de apelar una sentencia.

## La ley en el contexto del Terror
Desde la supresión de los tribunales revolucionarios de provincia y el aumento de los arrestos ordenados por el Comité de Seguridad General, a lo largo de 1793 la población carcelaria en Francia aumentó mucho, sólo en París el número de presidiarios se multiplicó por diez. En esta situación, el convencional Bertrand Barère propuso "purgar las prisiones". Las rivalidades entre miembros de los comités contribuyeron a acelerar la adopción de esta medida por parte de la Convención, que rechazó el aplazamiento solicitado por el propio ponente de la ley, el jacobino Georges Couthon, y la aprobó sin publicarla, para evitar su discusión y estudio. La ley se inscribía en la filosofía de las reformas en curso de la justicia revolucionaria: estaba efectivamente previsto que las comisiones populares, establecidas por los decretos del mes de ventoso, se encargaran de juzgar a los detenidos, y acabaran sustituyendo en sus tareas al Tribunal Revolucionario que, al dejar de ser un lugar de debate, se limitaría a ratificar las decisiones de las comisiones. En la práctica, esta ley abrió el camino al llamado "Gran Terror", la radicalización de la política coercitiva ya aplicada por los jacobinos desde finales de mayo de 1793 y promovida por Robespierre.
Georges Couthon, ponente de la Convención Nacional para el proyecto de ley relativa al Tribunal Revolucionario (denominación oficial de la ley), pidió la aceleración del procedimiento judicial de forma que prácticamente se suprimió toda garantía para los acusados, severamente erosionada tras la aprobación de la Ley de sospechosos de 1793. Este proyecto de ley fue presentado como una democratización dirigida a poner en pie de igualdad a aristócratas y ricos con respecto al pueblo, al hacer imposible a los primeros librarse de un proceso judicial gracias a recursos legales como la apelación de sentencias o presentando pruebas en su defensa.
El propio Couthon, autor de la ley, declaraba en la Convención: 

El plazo para castigar a los enemigos de la patria no debe ser mayor que el tiempo de reconocerlos; se trata menos de castigarlos que de aniquilarlos... No se trata de dar ejemplo, sino de exterminar a los implacables satélites de la tiranía o de morir con la República.

Tras la aprobación de la ley, el Tribunal Revolucionario no tenía más que dos opciones: la absolución o la condena a muerte de cada acusado. La definición de "enemigos del pueblo" de la nueva ley resultaba tan vaga que en la práctica cualquier individuo podía ser incluido en un juicio, ya que bastaba con "inspirar el desánimo", o incitar a la "depravación de las costumbres" o "alterar la pureza y la energía de los principios revolucionarios", para ser acusado de un delito contra la Revolución, sin que tales expresiones genéricas fueran jamás precisadas.
La Ley de Pradial eliminó cualquier vestigio de garantía a los acusados. Con su aplicación, se prescindió de un interrogatorio antes de la audiencia, se impidió la defensa mediante un abogado, y se suprimió la opción de escuchar a posibles testigos. De hecho, el Tribunal Revolucionario se constituyó  en supremo órgano ante el cual no cabía apelación y que podía pronunciar su veredicto con base a simples presunciones morales sobre la conducta presente (o pasada) que se atribuyera al acusado.
Parece ser que este informe fue votado sin el acuerdo del Comité de Seguridad General, ni el de todos los miembros del Comité de Salvación Pública, que temían que la concentración de poder que suponía esta ley de estas características dañaría todavía más a la República y precipitaría la caída del régimen, como así fue pocos meses después. La gravedad de suprimir cualquier garantía a los acusados no pasaba desapercibida ni siquiera a los más radicales defensores del Terror: así, Saint Just reconocía que "Todo lo que está ocurriendo es horrible, pero necesario".
Mientras el Tribunal Revolucionario de París pronunció 1251 condenas a muerte durante casi catorce meses comprendidos entre el 6 de abril de 1793 (fecha de su creación) y el 10 de junio de 1794, su actividad alcanzó las 1376 condenas a muerte durante apenas siete semanas entre el 10 de junio y el 27 de julio de 1794 (fecha de la Caída de Robespierre). 